# Kanovaren op de Olympische Zomerspelen 2016 – C-2 slalom mannen
Het slalom kanovaren in de C-2-klasse op de Olympische Zomerspelen 2016 vond plaats van maandag 8 tot en met donderdag 11 augustus 2016. Regerend olympisch kampioen waren Tim Baillie en Etienne Stott uit Groot-Brittannië, die niet tot de Britse equipe behoorden en hun titel niet verdedigden. In de series, die plaatsvonden op 8 augustus, legden alle duo's tweemaal het parcours af. Elf deelnemers plaatsten zich voor de halve finale. In de halve finale legde elk duo het parcours eenmaal af, waarbij één duo met de langzaamste tijd afviel. In de finaleronde wonde kano met de snelste tijd, waarbij het aantal strafseconden was opgeteld.

## Uitslag
| rang   | naam                               | land             | series | series | series | series | series | series | halve finale  | halve finale  | halve finale  | finale        | finale        | finale        |               |
| rang   | naam                               | land             | T1     | Str    | T2     | Str    | BT     | R      | T             | Str           | R             | T             | Str           | R             |               |
| ------ | ---------------------------------- | ---------------- | ------ | ------ | ------ | ------ | ------ | ------ | ------------- | ------------- | ------------- | ------------- | ------------- | ------------- | ------------- |
| Goud   | Ladislav Škantár Peter Škantár     | Slowakije        | 100,89 | 0      | 106,00 | 8      | 100,89 | 1      | 110,42        | 4             | 6             | 101,58        | 0             | 1             |               |
| Zilver | David Florence Richard Hounslow    | Groot-Brittannië | 103,27 | 0      | DNS    | DNS    | 103,27 | 3      | 109,60        | 2             | 3             | 102,01        | 0             | 2             |               |
| Brons  | Gauthier Klauss Matthieu Péché     | Frankrijk        | 103,35 | 2      | 102,43 | 0      | 102,43 | 2      | 110,19        | 4             | 5             | 103,24        | 0             | 3             |               |
| 4      | Franz Anton Jan Benzien            | Duitsland        | 103,43 | 0      | 114,35 | 4      | 114,35 | 5      | 107,93        | 0             | 1             | 103,58        | 0             | 4             |               |
| 5      | Marcin Pochwała Piotr Szczepański  | Polen            | 115,36 | 2      | 159,68 | 52     | 115,36 | 11     | 110,17        | 0             | 4             | 104,97        | 0             | 5             |               |
| 6      | Mikhail Koeznetsov Dmitry Larionov | Rusland          | 167,26 | 54     | 107,39 | 0      | 107,39 | 8      | 112,39        | 6             | 8             | 106,70        | 0             | 6             |               |
| 7      | Luka Božič Sašo Taljat             | Slovenië         | 105,21 | 0      | 113,41 | 2      | 105,21 | 6      | 111,14        | 4             | 7             | 107,73        | 2             | 7             |               |
| 8      | Jonáš Kašpar Marek Šindler         | Tsjechië         | 104,32 | 0      | 103,43 | 4      | 103,43 | 4      | 108,09        | 4             | 2             | 108,35        | 4             | 8             |               |
| 9      | Lukas Werro Simon Werro            | Zwitserland      | 158,47 | 54     | 110,56 | 2      | 110,56 | 9      | 115,40        | 4             | 9             | 111,52        | 0             | 9             |               |
| 10     | Casey Eichfeld Devin McEwan        | Verenigde Staten | 112,33 | 4      | 117,19 | 6      | 112,33 | 10     | 116,26        | 2             | 10            | 119,85        | 8             | 10            |               |
|        |                                    |                  |        |        |        |        |        |        |               |               |               |               |               |               |               |
| 11     | Charles Corrêa Anderson Oliveira   | Brazilië         | 107,71 | 2      | 106,14 | 2      | 106,14 | 7      | 116,49        | 6             | 11            | uitgeschakeld | uitgeschakeld | uitgeschakeld | uitgeschakeld |
|        |                                    |                  |        |        |        |        |        |        |               |               |               |               |               |               |               |
| 12     | Shota Sasaki Tsubasa Sasaki        | Japan            | 122,04 | 12     | 119,04 | 6      | 119,04 | 12     | uitgeschakeld | uitgeschakeld | uitgeschakeld | uitgeschakeld | uitgeschakeld | uitgeschakeld |               |